# 気象衛星

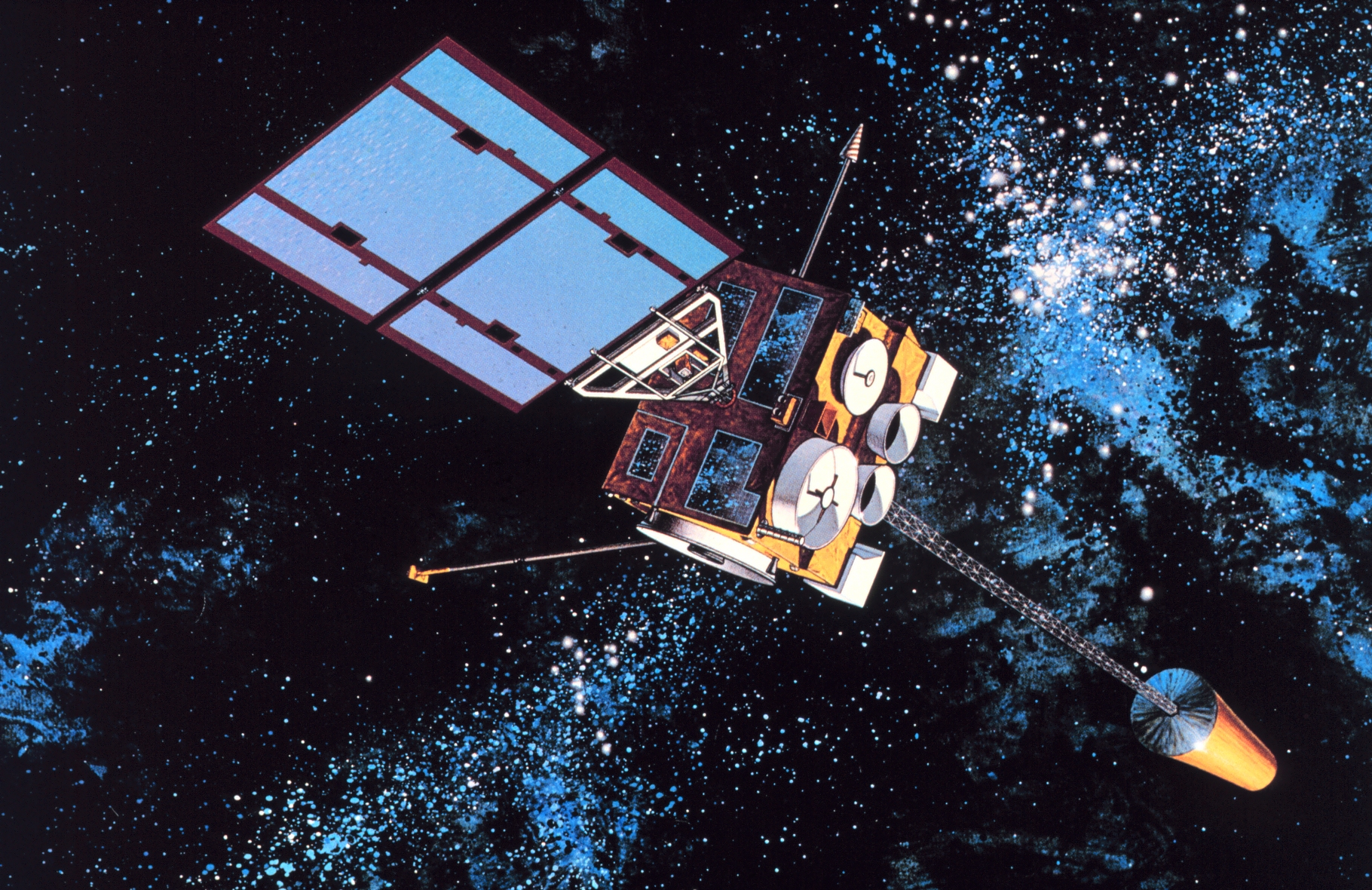
アメリカ合衆国の気象衛星GOES-8

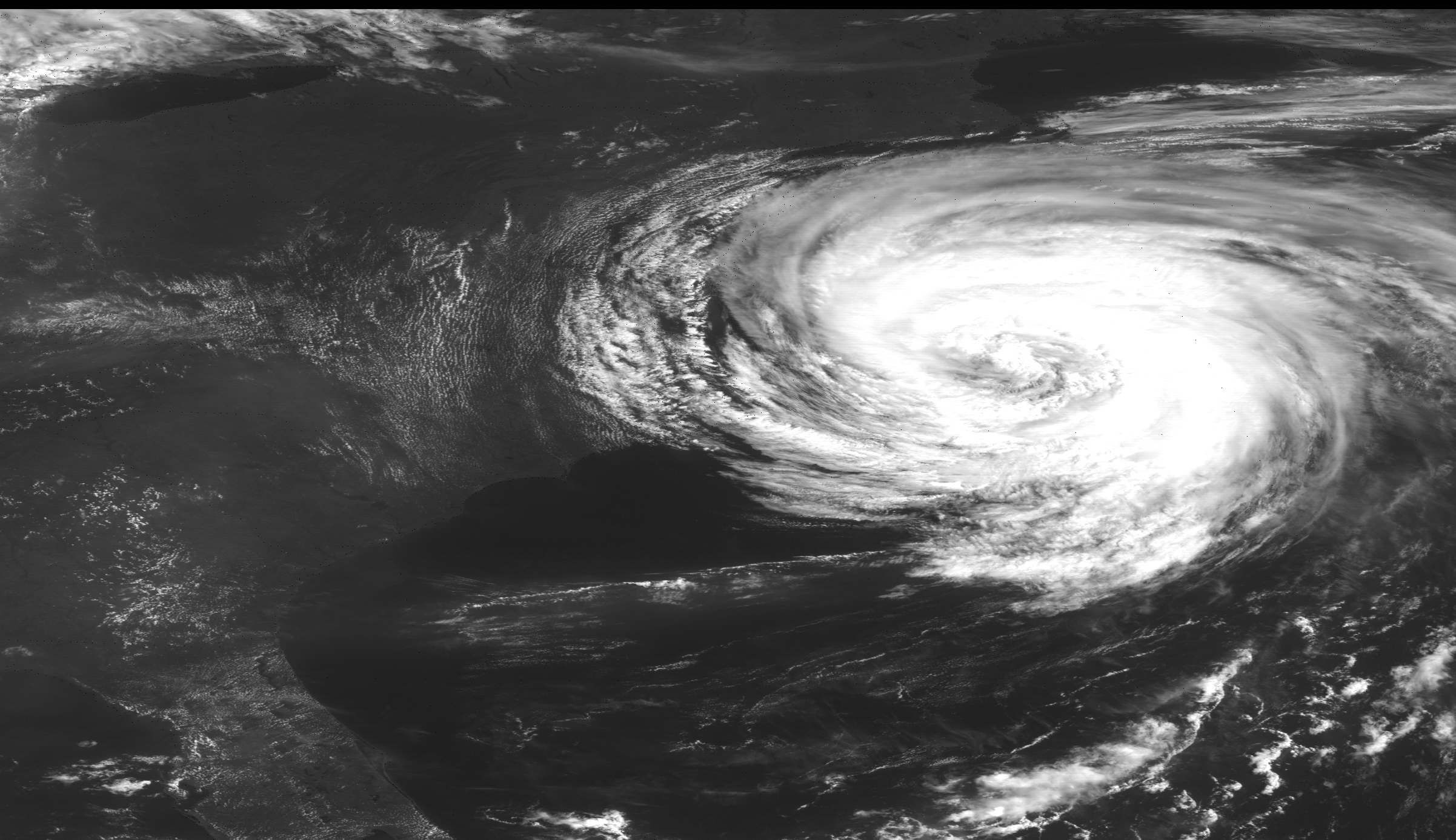
GOES-9の衛星画像。ハリケーン・フェリックス(1995年)

気象衛星（きしょうえいせい）とは、気象観測を行う人工衛星である。衛星軌道上から地球の気象を観測し、広域の気象状況が短時間で把握可能である。

## 概要
観測機材として、雲を観測する可視光線および夜間観測用の赤外線カメラ、赤外線吸収により水蒸気を観測するカメラ、海上風や降雨量を測定するためのマイクロ波散乱計などを備える。衛星軌道の分類により、静止衛星、太陽同期軌道衛星、その他の衛星に大別される。
広域観測が可能で洋上監視も比較的容易であることから、通常の気象や台風の観測に有力な手段である。

## 歴史

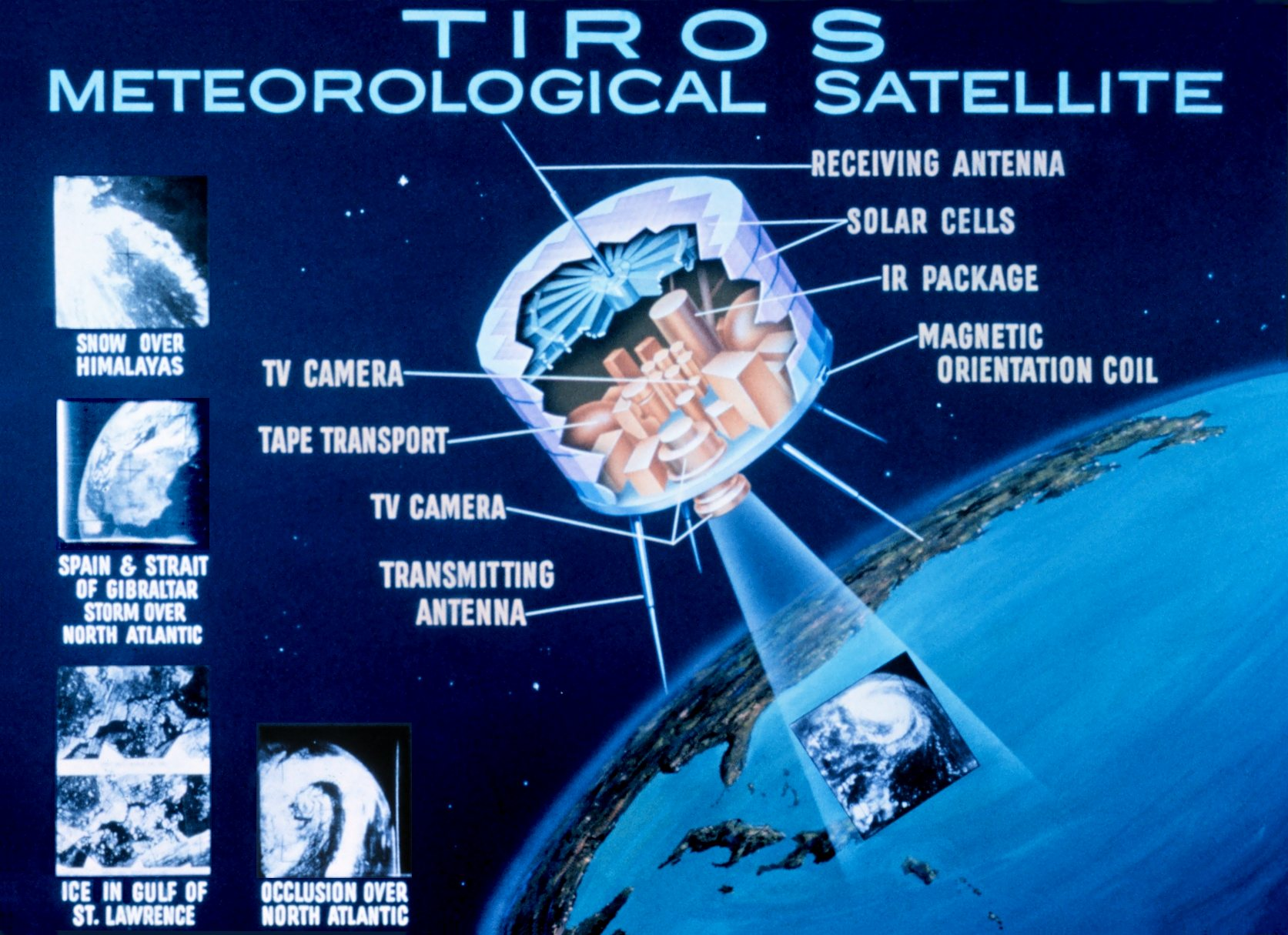
TIROS衛星（1961年）

戦後にドイツのロケット技術が導入されたアメリカで、1946年10月にカメラを装備したロケットを用いて上空から雲の様子が撮影された。1954年10月に打ち上げられたロケットは約160キロメートル (km) の高度に達し、搭載された映写カメラは巨大な雲の渦巻をなす熱帯低気圧の全貌を初めて捉えた。1957年10月にソビエト連邦が人工衛星スプートニクの打ち上げに成功し、アメリカも1958年1月に人工衛星エクスプローラ1号を打ち上げた。
1959年に打ち上げられたアメリカ合衆国のヴァンガード2号は、搭載カメラで地球上の雲の様子を映して気象衛星の実現性を示すも、姿勢制御に問題があり観測・予報に有益なデータは得られなかった。同年10月に打ち上げられたエクスプローラ7号は放射計を搭載し、初めて地球の熱収支測定に成功した。
初の気象衛星は1960年4月1日に打ち上げられたタイロス1号 (Television and Infra-Rred Observation Satellite I) である。可視光カメラを搭載し、観測は日中のみで78日間と短い寿命だったが、撮影写真は地上へ電送された。姿勢制御に問題があり、夜間撮影はできなかったが、各種の有益な観測データをもたらした。
タイロス3号は初めてハリケーンを撮影することに成功し、タイロス5号からはおおむねハリケーンシーズンに運用された。1964年8月にニンバス1号 (Nimbus I) が極軌道に打ち上げられ、両極地方も撮影可能となり、赤外放射計により夜間の雲の分布も撮影可能となった。1966年2月にそれまでの人工衛星の経験を活かし、最初の現業用気象衛星エッサ1号 (Environmental Survey Satellite I) が打ち上げられて、毎日の全球の雲解析が開始された。
初めての静止気象衛星SMS 1号 (Synchronous Meteorological Satellite-1) は1974年に初めて打ち上げられ、雲画像から連続して風を追跡可能となった。静止気象衛星は1975年からGOES (Geostationary Operational Environmental Satellite) シリーズとして定期的に打ち上げられて継続的な運用が行われている。日本も1977年に静止気象衛星「ひまわり」、ヨーロッパなども静止気象衛星をそれぞれが自国上空に打ち上げ、主要各国が分担してほぼ全球の気象を随時宇宙から監視可能となった。

気象衛星による宇宙からの気象監視は、地上の気象観測とともに全球規模の気象把握を可能とし、数値予報とあわせて人間の主観に依らない気象予報の道を開いたが、有効に機能させるため各国で観測結果を共有する仕組みを要し、1961年国連総会のケネディ大統領の演説を契機に世界気象機関 (WMO) で世界気象監視 (World Weather Watch) プログラムが策定された。

## 観測方法および搭載機器
気象衛星に搭載される観測機器は各運用国で異なるが、主に次の種類に分けられる。
イメージャー観測
光学系を主とした観測機器で、地球の画像を観測する。天気予報などで目にする衛星からの気象衛星画像は、この光学系観測による。可視光線及び赤外線を用いる。赤外線は夜間観測のほか、雲の温度を示すため、雲高測定にも用いる。
サウンダー観測
ある一定の波長帯の電磁波を捉えて、鉛直構造、あるいは精度の高いオゾンなどのガスを観測する。静止気象衛星の系統では、アメリカのGOESに搭載されている。極軌道衛星の多くは、特定の波長帯の電波を発射し、反射される電磁波を分析して水蒸気や風、オゾンなどの分布を観測する。
宇宙環境監視システム
GOESはSEM、SXIイメージャーが搭載されている。静止軌道上で、太陽から到来するX線や、高/低エネルギー荷電粒子、磁力、陽子、太陽を直接撮影して、地球上の電離層擾乱や衛星の運用警報、宇宙船外活動などに役立てることを目的としている。かつてGMS-4までは宇宙環境モニターを観測していたが、現在のGMS-5、MTSATは装備していない。
観測スケジュールは、日本、米国、欧州気象衛星開発機構などで公開されている。主だった観測スケジュールは、特に断りがない限りは次の通り（全球観測）。
- 毎時：日本 (MTSAT)、中華人民共和国 (FY-2)、ヨーロッパ (METEOSAT-8/9)、インド (kalpana)
- 3時間毎：アメリカ (GOES)、大韓民国 (COMS)
- 6時間毎：ヨーロッパ（METEOSAT-5/7 インド洋上空）

## 軌道の種類による分類
気象衛星が使用する軌道のタイプは基本的に静止軌道と極軌道（太陽同期軌道）の2つである。

### 静止軌道周回型
静止軌道衛星は赤道上空の高度35,880kmを地球の自転と同じ向きに周回するため、地上から見ると衛星は赤道上で静止しているように見える。このため、静止気象衛星は常に眼下に映る同じ半球を対象として、可視光線や赤外線センサーを用いた気象観測を継続して実施することが可能である。静止気象衛星を利用した地球全体の気象観測はWMOの地球大気開発計画 (GARP：Global Atmospheric Research Program) に基づく5つの静止軌道衛星とその他独自に打ち上げられた静止衛星で行われている。
2021年7月現在、複数機の静止気象衛星が運用中で、米国はGOES-14,GOES-15,GOES-16,GOES-17の4機を運用している。GOES-12は当初GOES-EASTとして設計され、南アメリカ上空西経60度の地点で運用された。2010年4月14日にGOES-13がGOES-Eastに代わり、西経75度の地点に配置された。GOES-11は2011年12月の運用終了まで東太平洋上に配置され、現在はGOES-15/16をバックアップとして、GOES-17/18を本運用として運用している。ロシアは2015年12月に打ち上げた気象衛星Electro-L N2を西経14.5度の大西洋上で、2019年12月に打ち上げたElectro-L N3を東経76度のインド洋上で運用している。日本は東経140.7度上のHimawari-8（ひまわり8号）とHimawari-9（ひまわり9号）の2機を中部太平洋上で運用している。ヨーロッパは大西洋上でMeteosat-9を東経3.5度、Meteosat-10を東経9.5度、Meteosat-11を本初子午線上の3機、Meteosat-8 (IODC) を東経41.5度のインド洋を上で運用する。インドは気象観測目的の機器を搭載した静止衛星INSAT-3D/3DRを運用している。中国は静止衛星型の風雲を、東経86.5度に位置するFY-2E、東経112度に位置するFY-2F、東経105度に位置するFY-2G、東経79度に位置するFY-2H、東経104.7度に位置するFY-4A、それぞれを運用している。

### 極軌道（太陽同期軌道）周回型

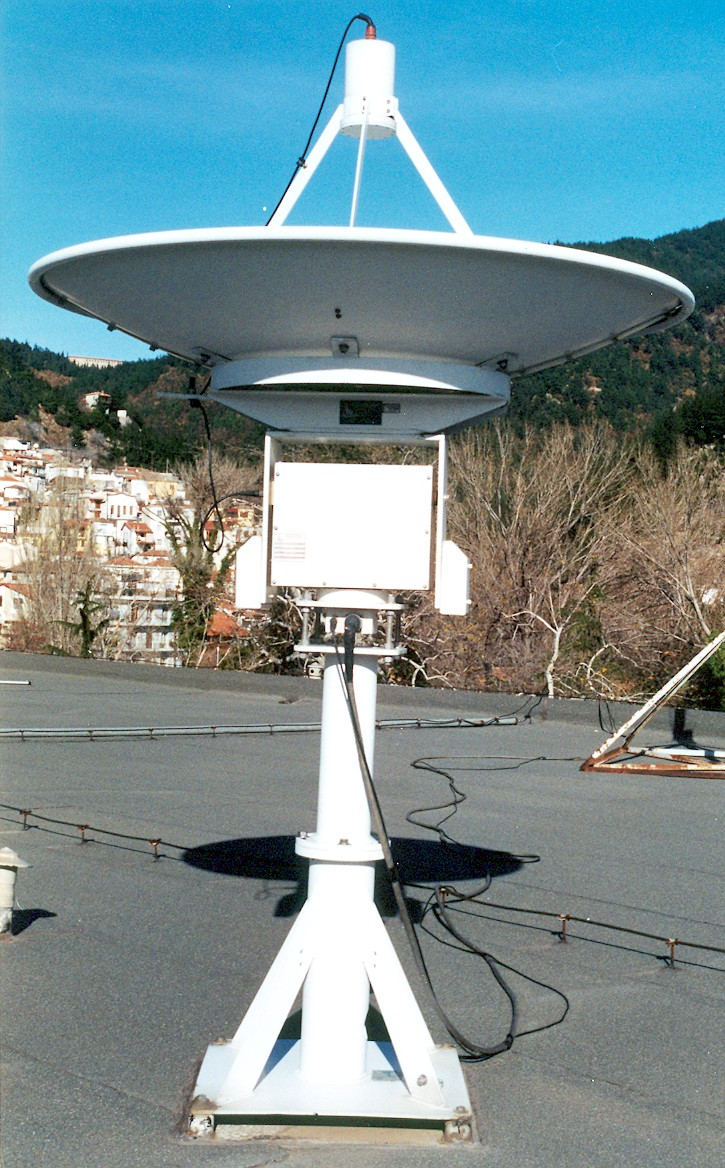
低軌道気象衛星を追尾するためにコンピュータ制御が可能なモーターを搭載したパラボラアンテナ

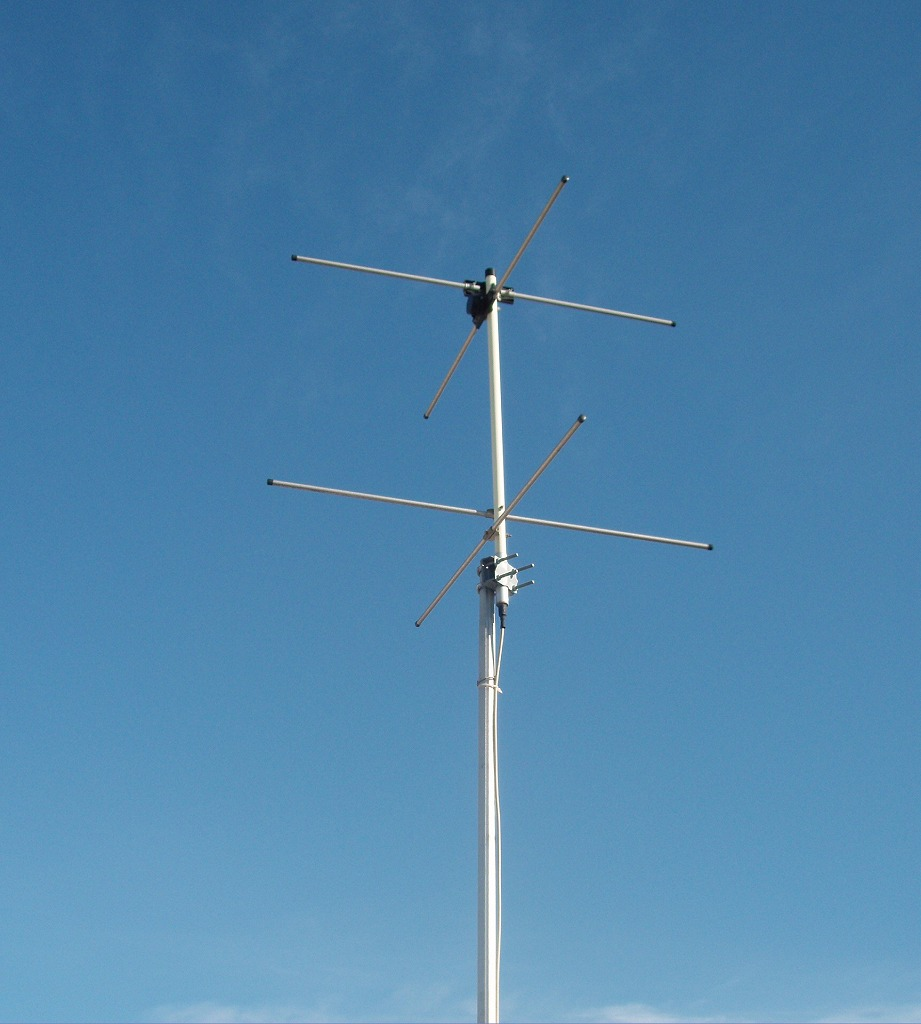
低軌道（LEO）気象衛星から137MHzの電波を受信するためのターンスタイルアンテナ

極軌道衛星は典型的な高度として地上850kmの上空を、北極と南極の両極を通過するように南北方向に周回飛行する。こうして極軌道衛星は太陽同期軌道に入ることで、観測の対象とする地方の太陽時がほぼ一定となるため、衛星から見たある任意の地点における地表の光と影の位置関係が毎回同じになる。この特性上、地球上のあらゆる場所を対象にすることが可能で、一日に二度、同一の地点が観測可能な利点がある。赤道上空より観測する静止軌道衛星では観測が困難な両極付近の観測に好適で、重要な役割を担う。
米国は極軌道気象衛星のNOAAシリーズを保有しており、2012年2月現在はNOAA 19号を一次的に、NOAA 15号、NOAA 16号、NOAA 18号を副次的にそれぞれ用い、NOAA 17号は待機状態にある。ヨーロッパはMetOp-A衛星、ロシアはMETEOR-M、中国はFY-1D（風雲1号D）とFY-3A（風雲3号A）をそれぞれ運用し、インドも極軌道衛星IRS
を保有している。

#### DMSP
かつてアメリカ国防総省は軍事機密として極秘にDMSP（防衛気象衛星計画）を進め、独自の軍事用気象衛星システムを開発・運用した。1972年の暮れに機密指定が解除され、衛星データの民生利用が可能になった。現在、DMSP衛星シリーズはNOAA（アメリカ海洋大気庁）が管制・運用・メンテナンスしている。

#### その他
ほかの衛星に低軌道 (LEO) を回る衛星等などがあり、短時間毎に変化する現象の観測に有効である。
- TRMM（熱帯降雨観測衛星）

## 地球大気開発計画 (GARP)
日本の気象衛星シリーズ「ひまわり」は、世界気象機関（WMO）と国際学術連合会議 (ICSU) が共同で行なった地球大気開発計画 (Global Atmospheric Research Program:GARP) の一環として計画されたもので、得られた気象情報を日本国内だけでなく、東アジア・太平洋地域の多くの国々に提供している。このプログラムに参加した衛星は以下のとおりである。
| 衛星の名称      | 運用国         | 静止位置    | 観測区域                         | 備考 |
| --------------- | -------------- | ----------- | -------------------------------- | --- |
| GOES-EAST       | アメリカ合衆国 | 西経75度    | 西大西洋・南北アメリカ           | 2010年4月よりGOES-13で運用中                                                                                 |
| GOES-WEST       | アメリカ合衆国 | 西経135度   | 東太平洋・北アメリカ西部         | 2011年12月よりGOES-15で運用中                                                                                |
| ひまわり        | 日本           | 東経140.7度 | 西太平洋・東アジア               | 2022年12月13日14時よりひまわり9号(Himawari-9)が運用中 (同日よりひまわり8号(Himawari-8)がバックアップ運用中） |
| COMS （千里眼） | 韓国           | 東経128.2度 | 西太平洋・東アジア               | 2018年12月5日から千里眼2A号、2020年2月19日から千里眼2B号が運用中                                             |
| FY-2（風雲2号） | 中国           | 東経105度   | 西太平洋・インド洋・中東部アジア | 2009年12月より風雲2号（FY-2E/F/G/H）で運用中                                                                 |
| FY-4（風雲4号） | 中国           | 東経104.7度 | 西太平洋・インド洋・中東部アジア | 2017年9月より風雲4号（FY-4A)で運用中                                                                         |
| INSAT           | インド         | 東経93.5度  | インド洋中・東部アジア           | 2003年4月の打ち上げ以来、INSAT-3Aで運用中                                                                    |
| Kalpana-1       | インド         | 東経74度    | インド洋・中近東・中東部アジア   | METSAT-1より改名 2002年9月の打ち上げ以来、運用中                                                             |
| METEOSAT        | EUMETSAT       | 東経63度    | インド洋・中西部アジア           | 2007年4月よりMETEOSAT-7で運用中                                                                              |
| GOMS            | ロシア         | 東経76度    | インド洋・中西部アジア           | 2011年1月よりGOMS 2号（Electro-L 1）で運用中                                                                 |
| METEOSAT        | EUMETSAT       | 東経0度     | 東大西洋・欧州・アフリカ         | 2013年1月よりMETEOSAT-10で運用中 （METEOSAT-9がバックアップ運用中）                                          |